# 2004-es Formula–1 brazil nagydíj
A brazil nagydíj volt a 2004-es Formula–1 világbajnokság szezonzáró futama, amelyet 2004. október 24-én rendeztek meg a brazil Autódromo José Carlos Pace-en, São Paulóban.

## Időmérő edzés
Rubens Barrichello szerezte meg az első rajthelyet hazája versenyén, mögötte a szintén dél-amerikai Juan Pablo Montoya végzett az időmérőn.
| Helyezés | Versenyző            | Csapat/Motor     | Idő        | Különbség |
| -------- | -------------------- | ---------------- | ---------- | --------- |
| 1        | Rubens Barrichello   | Ferrari          | 1:10.646   | –         |
| 2        | Juan Pablo Montoya   | Williams-BMW     | 1:10.850   | + 0.204   |
| 3        | Kimi Räikkönen       | McLaren-Mercedes | 1:10.892   | + 0.246   |
| 4        | Felipe Massa         | Sauber-Petronas  | 1:10.922   | + 0.276   |
| 5        | Jenson Button        | BAR-Honda        | 1:11.092   | + 0.446   |
| 6        | Szató Takuma         | BAR-Honda        | 1:11.120   | + 0.474   |
| 7        | Ralf Schumacher      | Williams-BMW     | 1:11.131   | + 0.485   |
| 8        | Michael Schumacher*  | Ferrari          | 1:11.386   | + 0.740   |
| 9        | Fernando Alonso      | Renault          | 1:11.454   | + 0.808   |
| 10       | Jarno Trulli         | Toyota           | 1:11.483   | + 0.837   |
| 11       | Giancarlo Fisichella | Sauber-Petronas  | 1:11.571   | + 0.925   |
| 12       | Mark Webber          | Jaguar-Cosworth  | 1:11.665   | + 1.019   |
| 13       | David Coulthard      | McLaren-Mercedes | 1:11.750   | + 1.104   |
| 14       | Jacques Villeneuve   | Renault          | 1:11.836   | + 1.190   |
| 15       | Ricardo Zonta        | Toyota           | 1:11.974   | + 1.328   |
| 16       | Christian Klien      | Jaguar-Cosworth  | 1:12.211   | + 1.565   |
| 17       | Nick Heidfeld        | Jordan-Ford      | 1:12.829   | + 2.183   |
| 18       | Timo Glock           | Jordan-Ford      | 1:13.502   | + 2.856   |
| 19       | Baumgartner Zsolt*   | Minardi-Cosworth | 1:13.550   | + 2.904   |
| 20       | Gianmaria Bruni*     | Minardi-Cosworth | idő nélkül |           |

* Michael Schumacher, Baumgartner Zsolt és Gianmaria Bruni tízhelyes rajtbüntetést kapott motorcsere miatt.

## Futam
A verseny folyamán többször váltották egymást az élen autózók, ám végül Montoyát intették le elsőként. Montoyának ez volt az utolsó versenye a Williams csapatában, a kolumbiai 2005-től a McLarennél versenyzett. Második helyen Kimi Räikkönen, a harmadikon pedig Rubens Barrichello ért célba. Negyedik Fernando Alonso, ötödik a szintén utolsó Williamses versenyét futó Ralf Schumacher lett. Szató Takuma hatodik, Michael Schumacher hetedik, Felipe Massa nyolcadikként végzett. Baumgartner Zsoltnak és Gianmaria Bruninak ez volt pályafutása utolsó Formula–1-es versenye. A leggyorsabb kört Juan Pablo Montoya futotta.
| Helyezés | Rajtszám | Versenyző            | Csapat/Motor     | Futott kör | Idő/Kiesés oka | Rajthely | Pont |
| -------- | -------- | -------------------- | ---------------- | ---------- | -------------- | -------- | ---- |
| 1        | 3        | Juan Pablo Montoya   | Williams-BMW     | 71         | 1h28:01.451    | 2        | 10   |
| 2        | 6        | Kimi Räikkönen       | McLaren-Mercedes | 71         | + 1.022        | 3        | 8    |
| 3        | 2        | Rubens Barrichello   | Ferrari          | 71         | + 24.099       | 1        | 6    |
| 4        | 8        | Fernando Alonso      | Renault          | 71         | + 48.508       | 8        | 5    |
| 5        | 4        | Ralf Schumacher      | Williams-BMW     | 71         | + 49.740       | 7        | 4    |
| 6        | 10       | Szató Takuma         | BAR-Honda        | 71         | + 50.248       | 6        | 3    |
| 7        | 1        | Michael Schumacher   | Ferrari          | 71         | + 50.626       | 18       | 2    |
| 8        | 12       | Felipe Massa         | Sauber-Petronas  | 71         | + 1:02.310     | 4        | 1    |
| 9        | 11       | Giancarlo Fisichella | Sauber-Petronas  | 71         | + 1:03.842     | 10       |      |
| 10       | 7        | Jacques Villeneuve   | Renault          | 70         | + 1 kör        | 13       |      |
| 11       | 5        | David Coulthard      | McLaren-Mercedes | 70         | + 1 kör        | 12       |      |
| 12       | 16       | Jarno Trulli         | Toyota           | 70         | + 1 kör        | 9        |      |
| 13       | 17       | Ricardo Zonta        | Toyota           | 70         | + 1 kör        | 14       |      |
| 14       | 15       | Christian Klien      | Jaguar-Cosworth  | 69         | + 2 kör        | 15       |      |
| 15       | 19       | Timo Glock           | Jordan-Ford      | 69         | + 2 kör        | 17       |      |
| 16       | 21       | Baumgartner Zsolt    | Minardi-Cosworth | 67         | + 4 kör        | 19       |      |
| 17       | 20       | Gianmaria Bruni      | Minardi-Cosworth | 67         | + 4 kör        | 20       |      |
| Ki       | 14       | Mark Webber          | Jaguar-Cosworth  | 23         | Ütközés        | 11       |      |
| Ki       | 18       | Nick Heidfeld        | Jordan-Ford      | 15         | Kuplung        | 16       |      |
| Ki       | 9        | Jenson Button        | BAR-Honda        | 3          | Motorhiba      | 5        |      |

## A világbajnokság végeredménye
| H   | Versenyzők         | Pont | H   | Konstruktőrök    | Pont |
| --- | ------------------ | ---- | --- | ---------------- | ---- |
| 1.  | Michael Schumacher | 148  | 1.  | Ferrari          | 262  |
| 2.  | Rubens Barrichello | 114  | 2.  | BAR-Honda        | 119  |
| 3.  | Jenson Button      | 85   | 3.  | Renault          | 105  |
| 4.  | Fernando Alonso    | 59   | 4.  | Williams-BMW     | 88   |
| 5.  | Juan Pablo Montoya | 58   | 5.  | McLaren-Mercedes | 69   |
| 6.  | Jarno Trulli       | 46   | 6.  | Sauber-Petronas  | 34   |
| 7.  | Kimi Räikkönen     | 45   | 7.  | Jaguar-Cosworth  | 10   |
| 8.  | Szató Takuma       | 34   | 8.  | Toyota           | 9    |
| 9.  | David Coulthard    | 24   | 9.  | Jordan-Ford      | 5    |
| 10. | Ralf Schumacher    | 24   | 10. | Minardi-Cosworth | 1    |

(A teljes lista)

## Statisztikák
Vezető helyen:
- Kimi Räikkönen 9 (1-3 / 29 / 51-55)
- Rubens Barrichello 2 (4-5)
- Felipe Massa 2 (6-7)
- Fernando Alonso 11 (8-18)
- Juan Pablo Montoya 47 (19-28 / 30-50 / 56-71)

Juan Pablo Montoya 4. győzelme, 12. leggyorsabb köre, Rubens Barrichello 12. pole pozíciója.
- Williams 113. győzelme.

Baumgartner Zsolt és Gianmaria Bruni utolsó versenye.